# チュティマ
チュティマもしくはチュチマ（Tutima Uhrenfabrik GmbH ）はドイツの時計メーカーである。主に軍用のクロノグラフを作っている。同社のクロノグラフはドイツ空軍をはじめ、北大西洋条約機構加盟の各国でも採用されている。日本ではダイヤモンド株式会社が総代理店をしている。

## 歴史
同社のサイトによると1845年にドイツのザクセン州グラスヒュッテ(Glashütte)でエルツ山地の貧農たちの失業対策として設立されたとある。しかし、このあとこの地に数々の時計メーカーができ、それらが合併・独立を繰り返しており、同社の歴史とするのは妥当ではない。
直接の歴史としては第一次世界大戦の後の混乱から会社の再編が進み、1926年にできたUROFA社（Uhren-Rohwerke-Fabrik Glashütte AG ）とUFAG社（Uhrenfabrik Glashütte AG ）からである。UFAG社は法律専門家であるエルンスト・クルツ博士（Dr. Ernst Kurtz ）が先頭に立って設立された。
UFAG社では、最高品質モデルに「チュティマ」という称号をつけた。チュティマはラテン語で“安全である”または“保護されている”という意味の“tutus”からきており、チュティマの称号を得るにはそれ相応の理由が必要であった。最高品質の時計を選りすぐりの流通業者から提供というスタイルは当然、高い評価を受けた。
その中でも最高のチュティマがUROFA-UFAG時代最後の製品であるフリーガークロノグラフである。このモデルはドイツ空軍の依頼を受けて開発され、1939年に発表された。このモデルの設計思想は現在のクロノグラフにも受け継がれている。フリーガー（Flieger ）とはドイツ語で飛行士の意味である。この時計はドイツ空軍に採用された。しかしあるものは持ち主と運命をともにし、またあるものはソ連軍に没収・破壊されたため、生産した数に対して残存している数が非常に少ない。
1945年5月8日、ドイツは無条件降伏した。既にグラスヒュッテの町はソ連の相次ぐ爆撃で壊滅状態にあったが、追い討ちをかけるように、この年に発足した東ドイツ政府がグラスヒュッテの時計メーカーの設備を接収し、国営グラスヒュッテ時計工場（Glashütter Uhrenbetrieb GmbH ）を設立した。ちなみに、この工場は東西ドイツ統合後にグラスヒュッテ・オリジナル社となる。
グラスヒュッテが爆撃に晒される前、偶然にもクルツ博士とUROFA社・UFAG社の幹部たちは南ドイツに疎開していた。グラスヒュッテ接収の報を聞いたクルツ博士たちは新しくクルツ社（Uhrenfabrik Kurtz ）を設立。1951年にニーダーザクセン州のガンダーケゼーに会社を移転する。
1949年に耐衝撃性などの機能を備えたクルツ25と銘打たれたムーブメントを開発、1956年にはクルツ25の改良版であるクルツ570を開発するが、そのときにクルツ社の資金繰りが悪化する。しかし、クルツ博士のグラスヒュッテ時代の同僚で親友のウェルナー・ポーレン（Werner Pohlan ）氏の元で時計製造会社としてNUROFA社（Norddeutsche Uhrenrohwerkefabrik ）が立ち上げられクルツ570を生産、同時に販売会社としてチュティマ社が設立された。1959年にはNUROFA社はクルツ博士の思い入れのある会社名であるUROFA社に改名し、クルツ博士が会社の経営に復帰するが、翌1960年にムーブメントの生産を停止した。
ムーブメントの製造は停止したものの、ディター・デレケイト（Dieter Delecate ）氏率いるチュティマ社の元、他社製ムーブメントを使用し時計製造は継続され、クオーツ・ショックなどの苦しいときを越え、1985年にドイツ空軍に同社のクロノグラフ（NATOクロノグラフ）が採用されたのを皮切りに、NATO加盟各国の空軍で採用され現在にいたる。

## 主なモデル
- Military Line
  - The Military Air Force Chronograph　(NATO加盟各国で採用されているモデル)
  - The Military Air Force Chronograph T
  - The Military Air Force Chronograph TL
  - The Tutima Pacific
  - The Tutima Pacific Chronograph

- The Classic Line
  - The Classic Flieger Chronograph (第二次大戦中のフリーガークロノグラフの復刻モデル)
  - The Classic Flieger Automatic
  - The Classic Flieger GMT
  - The Flieger Chronograph F2
  - The Flieger Chronograph F2G
  - The Flieger Chronograph F2 UTC
  - The Flieger Chronograph F2 PR
  - The Flieger Chronograph F3
  - The Flieger Chronograph G

- The FX Line
  - The Tutima Chronograph FX UTC
  - The Tutima Automatic FX
  - The Tutima Automatic FX UTC
  - The Tutima Chronograph FX

- The Valeo line
  - The Valeo Reserve
  - The Valeo Reserve Gold